# Авдулин, Алексей Николаевич
 Алексей Николаевич Авдулин  (16 июня 1776 — 28 февраля 1838) — русский генерал-майор (1810), участник Отечественной войны 1812 года. Брат М. Н. Авдулина.

## Биография
Из дворян. Родился 16 июня 1776 года во Владимирской губернии. В службу вступил 27 февраля 1794 года сержантом в Преображенский полк. 12 марта того же года переведен вахмистром в Конную гвардию. 21 ноября 1796 года пожалован кавалергардом в Кавалергардские эскадроны, по расформировании которых 11 ноября 1797 года переведен обратно в Конную гвардию.
21 января 1799 года вторично пожалован кавалергардом в Кавалергардский корпус, где 15 марта произведен в корнеты, а 21 октября того же года в поручики. 11 января 1800 года переведен в Кавалергардский полк. 16 марта 1801 года произведен в штабс-ротмистры, 4 октября в ротмистры, а 17 сентября 1802 года в полковники. Принимал участие в Аустерлицком сражении, командовал лейб-эскадроном, отличился (орден Св. Владимира 4-й ст.).
Во время кампании 1807 года находился в резервной армии. 11 января 1810 года в чине генерал-майора с мундиром уволен от службы, а 10 августа 1812 года вновь принят на службу генерал-майором, с назначением состоять при генерал-лейтенанте Клейнмихеле. 25 августа 1812 года командирован в Москву для формирования 12-х и 13-х пехотных запасных полков. Затем отправлен в Ярославль где сформировал 24 батальона и с 12-ю из них выступил за границу. В Вильне Авдулин заболел и по повелению императора уволен в отпуск.

В 1815 году отправлен во Францию в Главную квартиру, после окончания войны вернулся обратно в Россию и 27 декабря 1815 года по собственному желанию уволен со службы. В 1822—1823 годах жил с семьей в Париже в «Отеле Бурбон» на Рю де ля Пе. Актриса А. М. Каратыгина вспоминала:
С семейством генерала Авдулина были мы давно знакомы и подружились с ним ещё более во время годичного пребывания нашего в Париже... припомню с удовольствием, что в числе соотечественников наших, посещавших в одно время с нами Авдулиных, в 1823 году, видела я родителей известного нашего писателя Ивана Тургенева.
 По возвращении в Петербург жил в собственном доме на Дворцовой набережной и на своей Каменноостровской даче, где устроил домашней театр. Авдулин состоял членом петербургского Английского клуба и Общества поощрения художников. Был в числе знакомых Пушкина, князь Вяземский в письме к жене в 1828 году сообщал: «Вчера на балу у Авдулиных совершенно отбил он (Пушкин) меня у Закревской, но я не ревновал».
Скончался 28 февраля 1838 года. Похоронен на Лазаревском кладбище Александро-Невской Лавры в С-Петербурге.

## Награды
Орден Святого Иоанна Иерусалимского за отличие при Аустерлице

## Семья
Жена (с 1 ноября 1808 года) — Екатерина Сергеевна Яковлева (1788—19.03.1832), дочь Сергея Саввича Яковлева и внучка богатейшего уральского горнозаводчика. Один из современников в 1825 году писал: «Завтра будет большой бал у некого Авдулина. Он женат на очень богатой женщине, они только что вернулись из заграницы, говорят, он устраивает замечательные праздники». Умерла от чахотки вскоре после родов, похоронена на Лазаревском кладбище Александро-Невской лавры. В браке имела детей:
- Николай (1809—после 1824)
- Сергей (1811—18.01.1855[5]), служил переводчиком в Министерстве иностранных дел; вел широкий образ жизни, чем расстроил своё состояние. Умер в Петербурге от кровоизлияния в мозгу. Был женат на Марии Алексеевне Милютиной (1822—1881), сестре графа Д. А. Милютина; овдовев, она вышла замуж сенатора С. А. Мордвинова.
- Софья (15.02.1813—23.02.1813[6]), крещена 23 февраля 1813 года в Казанском соборе при восприемстве деда С. С. Яковлева и тетки Е. С. Яковлевой.
- Ольга (17.07.1814[7]— ?), крещена 29 июля 1814 года в Казанском соборе при восприемстве Ф. П. Уварова и Л. И. Безобразовой.
- Анна (03.05.1818—29.10.1818)[8], крестница А. Д. Балашова.
- Варвара (01.04.1824[9]— ?), родилась в Дрездене, крещена была 11 апреля в греческой церкви в Лейпциге, крестница своих братьев Николая и Сергея.
- Мария (01.03.1832[3]—после 1874), родилась в Петербурге, крещена 31 марта 1832 года в церкви Таврического дворца при восприемстве Н. Л. Манзея, брата Сергея Авдулина и теток — Л. С. Сабир и Н. С. Шишмаревой. С 1851 года замужем за кавалергардом Дмитрием Васильевичем Богушевским (1823—1903), в 14 января 1874 года их брак был расторгнут с предоставлением Марии Алексеевне права на новое замужества.